# All Together Now (film, 2020)
Pour les articles homonymes, voir All Together Now.
Pour plus de détails, voir Fiche technique et Distribution.
All Together Now est un film américain réalisé par Brett Haley, sorti en 2020.

## Synopsis
Amber Appleton espère entrer à l'université Carnegie-Mellon mais doit composer avec son travail lui permettant d'aider financièrement sa mère qui est dans une mauvaise passe.

## Fiche technique
- Titre : All Together Now
- Réalisation : Brett Haley
- Scénario : Brett Haley, Marc Basch et Matthew Quick d'après son roman Sorta Like a Rock Star
- Musique : Keegan DeWitt
- Photographie : Rob Givens
- Montage : Mollie Goldstein
- Production : Marty Bowen, Ellen Goldsmith-Vein, Isaac Klausner et Lee Stollman
- Société de production : Gotham Group, Temple Hill Entertainment et Thunderhead Pictures
- Pays :  États-Unis
- Genre : Drame
- Durée : 92 minutes
- Dates de sortie : 
  - Netflix : 28 août 2020

## Distribution
- Auli'i Cravalho : Amber Appleton
- Rhenzy Feliz : Ty
- Justina Machado : Becky
- Judy Reyes : Donna
- Anthony Jacques : Ricky
- Gerald Isaac Waters : Chad
- Taylor Richardson : Jordan
- Fred Armisen : M. Franks
- Carol Burnett : Joan
- C. S. Lee : Chee
- Maria Park : Jong Soo
- Eun-Chung Martha Han : Yumi
- Jerzy Gwiazdowski : Lloyd
- Max Gail : M. Linder
- Tierra Valentine : Dr. Maddox
- Roxanne Stathos : Leah

## Accueil
Le film a reçu un accueil favorable de la critique. Il obtient un score moyen de 64 % sur Metacritic.